# 京成3300形電車
京成3300形電車（けいせい3300がたでんしゃ）は、1968年（昭和43年）から2015年（平成27年）まで在籍していた京成電鉄の通勤形電車。

## 概要
1968年（昭和43年）11月から1972年（昭和47年）3月にかけて3301 - 3350、3353 - 3356の54両を東急車輛製造、日本車輛製造、汽車製造で製造。成田側から3301 - 3302 - 3303 - 3304の順に組成し、3200形同様に車両番号順の4両編成が基本編成となった。編成名は上野方車号で3304編成・3308編成と呼称した。3351 - 3352は欠番だったため、3349 - 3350は成田方先頭車を持つ2両ユニットの半編成で、他の4両と連結し6両で使用するのが基本だった。3304編成は京成初の東急車輛製である。
3000系「赤電」シリーズの最終形式であり、ツートンカラーの赤電塗装（モーンアイボリーとファイアーオレンジに銀縁のミスティラベンダー帯）で落成した最後の形式となった。

## 車両概説

### 車体
3200形両扉車とほぼ同一の車体を採用した。1969年（昭和44年）12月以降に製造された2次車の3317以降は前面上別部中央と側面に種別・行先表示器を設置した。側面の方向幕は京王5000系後期車に続き2形式目で、当時としては先進的な装備であった。その他、客用扉は窓ガラス支持用の黒Hゴムを廃したステンレス製（内部は無塗装）とした。

### 内装
内装も3200形に準じているが、座席仕切り部にスタンションポールを配したほか、吊革を枕木方向・扉部にも設置。荷棚・シート・吊革棒を一体化した。3325 - 3328は室内天井を試験的に白デコラ貼りにした（他車は白塗装仕上げ）。

### 機器類
台車は3150形以来の空気ばね台車である。駆動装置、主電動機、台車の組み合わせは下記のとおり。
- 3301 - 3308：WNドライブ、三菱電機製MB-3097-C2主電動機、住友金属工業（現：日本製鉄）製FS-361A台車
- 3309 - 3316：TD平行カルダン駆動方式、東洋電機製造製TDK-816-A1主電動機、汽車会社製KS-121A台車

電動機は東洋電機製は3200形6M車のTDK-816-A・TDK-816-A01からTDK-816-A1に変化し、三菱電機製はMB-3097-CからMB-3097-C2に変化した。両メーカーの電動機は共に3200形6M車と共有可能である。更新時に3200形6M車も大半はTDK-816-A1もしくはMB-3097-C2主電動機に換装した。なお、後述のとおり3300形でも3200形6M車で使用したTDK-816-A01を使用した。
1969年（昭和44年）12月以降に製造された2次車の3317以降は、3000形や3050形などとの併結を考慮して金属ばね台車を再び採用した。ブレーキ作用装置にKDK58作用装置からマイナーチェンジしたKDK69作用装置を搭載している。
2次車の駆動装置、主電動機、台車の組み合わせは下記のとおり。
- 3317 - 3324、3335 - 3350：WNドライブ、三菱電機製MB-3097-C2主電動機、住友金属工業製FS-329D台車
- 3325 - 3334、3353 - 3356：TD平行カルダン駆動方式、東洋電機製造製TDK-816-A1主電動機、汽車製造製KS-131台車

なお、3337 - 3340は更新時より三菱電機製MB-3097-C3主電動機に換装した（MB-3097-C3主電動機はMB-3097-C2主電動機のマイナーチェンジ型で共有可能）。

## 改造
本項では更新工事以外の改造について触れる。

### 塗装変更
1980年8月から1981年12月にかけて、車体塗装をファイアーオレンジベースにモーンアイボリー帯の新赤電塗装へ変更した。特筆する点として、2次車は3340編成を皮切りに1981年1月より塗装変更を開始し、赤電3000系の塗装変更開始から約1年経った頃に3300形方向幕搭載車の塗装変更を開始した。
2次車は塗装変更直後の1981年から1982年にかけて、方向幕を白地ベースのものから青地ベースのものに変更した。同作業は3150形方向幕搭載車や3500形でも1980年より行ったが、3300形に関しては一足遅く変更した。3324編成と3328編成は塗装変更と同時に交換し、他は塗装変更後に交換している。

### 冷房化改造

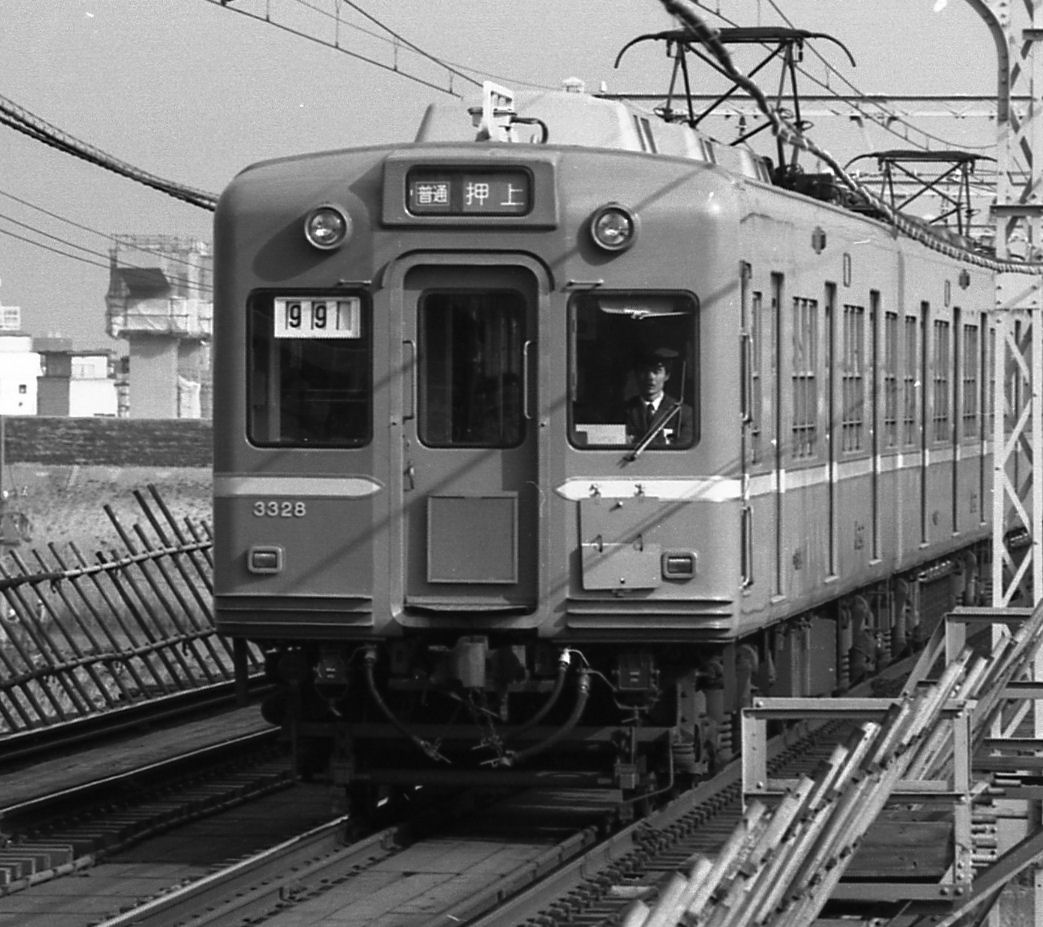
冷房改造後の3328

京成は1984年（昭和59年）春時点で関東地方の大手私鉄で最も冷房化率が低かったため、押上線荒川橋梁の強度向上が完了した1983年（昭和58年）春以降、3150形の更新時に冷房化工事を実施することになった。しかし、更新時の冷房化工事のみでは相当の時間が掛かるといった判断から、更新とは別に冷房化単独工事も実施することになった。工事は1次車、2次車と時期を分けて行った。
冷房化単独工事対象車の第一陣として、非冷房車で最も車齢の浅い本形式の2次車が選定された。1984年6月から1985年3月までに行った車両は東急車輛で施工している。この当時、本形式は10年以内に更新を開始する計画もあったため、工事は冷房化以外ほとんど行わず、外観も変化していない。主な改造は以下のとおり。
- 各車のベンチレーターを撤去し、分散式の東芝製RPU-3041冷房装置を搭載した。
- 冷房化に伴いMGを5.5kVAのCLG-319から75kVAのCLG-355-B1に交換した。
- 室内天井のファンデリアはすべて撤去し、冷房吹出口と東芝製首振り扇風機を新たに搭載した。なお扇風機は3150形は乗務員室後部にも設置されていたが本形式（以降や3200形、3100形、3050形）では省略された。それに伴い室内天井の蛍光灯から内側に光沢白デコラが貼付された。

東急車輛で冷房化した2次車は以下のとおり。冷房化履歴を以下で示す。東急車輌では、6両単位の改造も行っている。
- 1984年6月：3345 - 3350
- 1984年7月：3331 - 3332、3341 - 3344
- 1985年1月：3353 - 3356
- 1985年3月：3325 - 3330

1985年4月、冷房化済だった3342・3343の室内送風機を扇風機から関西地区の私鉄で使用例の多いローリーファン（東芝製）に変更した。これは試験的なもので、耐久性や冷房使用時の室内の冷気の流動調査を行った。結局ローリーファンは他車には採用されず、この2両も翌1986年7月に元の首振り扇風機に戻した。
1985年（昭和60年）4月以降、冷房化単独工事は大榮車輌で実施することになり、入出場も車両番号順の4両単位になった。第1陣として1985年6月に3333 - 3336で施行した。内容は東急車輛で行った車両とほとんど変化はなかったが、扇風機台座が鋼製白塗装からアルミ製無塗装になった。扇風機軸に関しては同社で行った車両に関しても後述の更新時にアルミ製に変更された。続いて、同1985年7月に3321 - 3324を施工し1985年シーズン夏期の時点で2次車の非冷房車は3320編成と3340編成4両2本のみになった。翌1986年（昭和61年）2月に3317 - 3320、同年4月に3337 - 3340といった順で施工し、2次車の冷房化工事が完了。同時に方向幕付きの非冷房車は消滅した。大榮車輛で冷房化した2次車は以下のとおり。冷房化履歴を以下で示す。
- 1985年6月：3333 - 3336
- 1985年7月：3321 - 3324
- 1986年2月：3317 - 3320
- 1986年4月：3337 - 3340

1986年（昭和61年）6月以降、3309 - 3312を皮切りに1次車の冷房化工事を大榮車輛にて行った。内容は2次車と同様とし、原形スタイルのまま冷房装置を搭載したため、行先表示器は設置せず、行先方向板使用の冷房車となった。同年7月に3313 - 3316が施工された。この編成は試験的にアルミ製塗装仕上げ客用扉の窓ガラス支持方式をHゴム押さえから金属押さえに変更したが他編成には及ばず、後述の更新時に全車ステンレス製扉に交換した。続いて、3305 - 3308を翌1987年（昭和62年）3月に、3301 - 3304を同年5月に施工し、全車の冷房化が完了した。1次車の冷房化履歴を以下で示す。全車大榮車輛にて施工された。
- 1986年6月：3309 - 3312
- 1985年7月：3313 - 3316
- 1987年3月：3305 - 3308
- 1987年5月：3301 - 3304

### 1次車への種別・行先表示器の設置
1次車は種別・行先表示器なしの冷房車として使用されていたが、夜間や地下区間で種別・行先が見づらいなどの問題があった。このため、同グループ終了直後の1987年7月から冷房化単独工事を開始した3100形は種別・行先表示器を搭載した。
1987年夏時点では、進行中だった3200形の更新終了後はAE形の更新が完了次第、1次車の更新を開始する予定だった。AE形の更新には5年前後の期間がかかると見込まれたことから、先行して3300形に種別・行先表示器を搭載することを決定し、同年10月の3301 - 3308を皮切りに実施された。内容は以下のとおり。
- 3150形・3200形更新車および3100形冷房化工事車と同様に前面上部中央に40コマタイプの行先表示器を、側面に種別・行先表示器をそれぞれ搭載した。
- 前面貫通扉を種別表示器付きのステンレス製扉に交換した。3100形と同様に貫通扉で運転席側のみを仕切る方式のため、幕部が凹凸のあるタイプになった。

冷房化を伴わない外観上の改造は1982年末まで行っていた3100形の更新以来5年ぶりで、同年11月に3309 - 3312に、翌1988年7月に3313 - 3316に施行して完了した。
1次車は冷房化から更新（後述）までの時期が短く、その間に種別・行先表示器工事が入ったため、1980年代後半は短期間で外観変化を繰り返していた。さらに、更新後4 - 5年で塗装変更（後述）を行ったため、1985年から1995年の11年間で4回も外観を変える結果となった。

### クロスシート試作車
1990年（平成2年）4月、3316編成の3313 - 3316は更新と同時にクロスシート試作車として登場し、2ユニット4両で出場した1990年4月29日より3309 - 3310ユニットを成田方に連結した6両で営業運転を開始した。クロスシートの配置は1両毎に異なり3313がオールクロスシート、3314と3315は扉間にロングシートとクロスシート、3316が車端部ロングシートで扉間クロスシートを配した配置となっていた。外見には変化がなく、「クロスシート試作車」のステッカーが戸袋部へ貼られたのみであった。

## 更新工事
1989年（平成元年）6月以降に出場した3301 - 3302ユニットを皮切りに大榮車輛にて車体更新を施工した。
主な内容は3200形に準じたもので、1次車・2次車共に基本スタイルは統一された。前面貫通扉の窓支持が3200形は黒Hゴムなのに対し、3300形は金属押さえという点が異なる。
外観は前面大型方向幕搭載、前照灯と尾灯を前面腰部左右横並びに配置し急行灯を前面上部左右に配置した。先頭車中間埋め込め時に乗務員室も区切れるよう手動種別幕付ステンレス製貫通扉に交換したほか、側面窓をユニットサッシ化した。客用扉は製造時よりステンレス製扉だった2次車を含め、新調したステンレス製の扉に交換した。
車内も壁面はカスタード系クリームデコラに天井はパールホワイトデコラ、床面は更新前同色のグリーンに張り替え、座席掛け面をステンレス製にする等、無塗装化した。車内の吊り革棒やスタンションポールは基本そのままだが、3337 - 3338ユニットをはじめ1990年8月以降に更新した車両は袖仕切ポールの形状を大型化した。

足回り面では、3200形に引き続きC-1000空気圧縮機のモーターを交流化しAC-1000と変更した。先頭車に3200形6M車のKDK86作用装置をマイナーチェンジしたKDK89作用装置を搭載、中間車は3300形2次車で採用したKDK69作用装置を搭載したため2次車に関しては継続使用した。1次車の中間車に関してはKDK58作用装置から換装した。先頭車は1989年8月に更新出場した3305以降は先頭台車がMになるよう先頭車の台車の振替えた。最初に更新を行った3301・3304のみ台車の振替は更新後の1992年4月に施工したが、この車両のみ更新時より先頭側と中間側ともに点検蓋を配した。また、戸締選択装置（待避駅等で3扉のうち中央扉のみ開）や電子フォン音警笛を更新時より搭載したが、前者は1990年6月までに3300形未更新車を含め京成の冷房車全車に搭載した。
1次車と2次車は分けて更新を施工し、1次車は16両のみのため4両基本編成のまま、2次車38両は6両固定編成を主とした内容で施工し、先頭車6両を中間電動車化。いずれも2両単位で入出場した。  
1次車の更新順序は以下の通り
- 3301 - 3302：1989年6月
- 3303 - 3304：1989年8月
- 3305 - 3306：1989年8月
- 3307 - 3308：1989年9月
- 3309 - 3310：1989年11月
- 3311 - 3312：1989年12月
- 3313 - 3314：1990年4月
- 3315 - 3316：1990年3月

最初期に出場した3301 - 3302ユニットは3303 - 3304ユニットが出場するまでの間、3200形6M車6両固定 3248編成の成田方に混結し以下の暫定8両編成を組んだ（番号前後の⚫︎は先頭車）。更新後、3300形1次車と3200形との混結は最初で最後だった。   
←京成上野
⚫︎3248 - 3247 - 3246 - 3245 - 3278 - 3277● -
3302 - 3301●
1990年（平成2年）2月、3356編成3353 - 3354ユニットを皮切りに2次車の更新を開始した。6両編成化を主に、1990年9月に出場した3340を皮切りに3317 - 3328は成田方、3329 - 3340は京成上野方の先頭車を中間化し6組の中間電動車が生まれた。更新前に冷房化しMGも新調したことから3200形6M車のようなSIV搭載やパンタグラフ2基搭載等は行わなかったが、中間化した車両に対しては外観・室内ともに連続性をもたせ、旧先頭車にあった室内冷房ダクトも廃しデコラ上に扇風機を新設した。  1992年（平成4年）4月  3331 - 3332ユニットの出場を最後に2次車も更新完了。1976年（昭和51年）10月出場した初代3050形3051 - 3052以来15年6ヶ月かけて行ってきた3000系列赤電の更新が完了した。 
2次車の更新が完了した1992年4月末時点の編成は以下のとおりで、6両固定編成に混じって1本のみ中間に先頭車を挟んだ8両編成が存在していた。 
←京成上野
⚫︎3324 - 3323 - 3322 - 3321 - 3330 - 3329⚫︎
⚫︎3320 - 3319 - 3318 - 3317 - 3342 - 3341⚫︎
⚫︎3328 - 3327 - 3326 - 3325 - 3350 - 3349⚫︎
⚫︎3356 - 3355 - 3332 - 3331 - 3354 - 3353⚫︎
⚫︎3344 - 3343 - 3336 - 3335 - 3334 - 3333⚫︎
⚫︎3348 - 3347 - 3346 - 3345⚫︎ - 3340 -3339 - 3338
- 3337⚫︎
このグループは3200形6M車のように半永久的な定着した固定編成にはならず、定期検査時やその他の事情で頻繁に編成替えを行っていた。定期検査入出場前後などに3341 - 3348や3353 - 3356などが4両編成になったり、定期検査とは関係ない時期でも8両固定編成が組成され、中間に先頭車を挟んだ6両編成が組成されたこともあった。だが、一応は以上が更新終了時の定着編成だった。更新順序は以下の通り。
- 3353 - 3354：1990年2月
- 3355 - 3356：1989年6月
- 3337 - 3338：1990年8月
- 3339 - 3340：1990年9月
- 3347 - 3348：1990年11月
- 3345 - 3346：1990年12月
- 3349 - 3350：1991年2月
- 3327 - 3328：1991年3月
- 3325 - 3326：1991年4月
- 3323 - 3324：1991年5月
- 3321 - 3322：1991年7月
- 3333 - 3334：1991年8月
- 3335 - 3336：1991年9月
- 3319 - 3320：1991年10月
- 3317 - 3318：1991年12月
- 3341 - 3342：1991年12月
- 3343 - 3344：1992年2月
- 3329 - 3330：1992年3月
- 3331 - 3332：1992年4月

特筆する点として、3300形2次車は更新開始時と更新終了間近に更新車・未更新車の混結を行った。1990年2月、2次車最初期に出場した3353 - 3354は更新済の1次車と混結不可だったため、未更新車2両3355 - 3356という異色の基本4両編成を組み運用に入った。3353 - 3354出場後は1次車でクロスシート試作車となる3313 - 3316が更新のため入場中でしばらくその編成で運用を続けた。1990年4月中旬に3355 - 3356が更新のため入場した。その際、2次車で唯一更新車ユニットであった3353 - 3354は3344編成の成田空港方に連結し、未更新車+更新車の混結6両編成を組んだ。1990年6月中旬に3356-3355が出場してからは更新車のみの基本4両で運用開始した。1991年12月時点で3332編成 (3332 - 3329) が未更新車で最後まで残っていたが、3330 - 3329ユニットが翌1992年1月上旬に更新入場した。唯一未更新車であった3332 - 3331ユニットは、同年2月中旬の更新入場までの間に更新車6両の中間に挟まれて、以下の編成を組成した。
←京成上野 
●3356 - 3355 - ●3332 - 3331 - 3336 - 3335 - 3334 - 3333●

## 運用の変遷
1次車は、同スタイルの3200形6M車と混結で6両編成を組むこともあった。
2次車は、1970年代半ば以降は他形式との混結はせず、基本的に2次車のみで4・6・8両で使用した。
デビューから日が浅かった1970年までは初代3000形 - 3100形1次車のコイルばね台車搭載車と混結することもあった。又、2次車がデビューした直後の1970年に空気ばね台車の1次車とコイルばね台車の2次車を混結した実績もある。方向幕搭載車と非搭載車を混結した場合、搭載車の方向幕は使用不可で予備用行き先板を使用せざる得なかったこともあり、以降混結は行わなくなった。

### 更新工事完了後
車両更新が完了した1992年4月以降、2次車は6両固定編成5本と8両編成1本体制で使用していた。うち3337 - 3340は1990年12月以降、3353 - 3356と8両組み、その後 1991年9月以降は3345 - 3348と基本8両を組んだ編成で定着し当時のダイヤで優等専用で使用した。
2両単位で分割可能なことから中間MMユニットを外し車号順不同な4両編成を組むこともあった。例として、3318 - 3317ユニットを外し3320 - 3319+3342 - 3341等）
1次車はクロスシート試作車の3316編成の3313が先頭に出ないような編成を組成。1990年4月末時点で全車の更新は完了し、以後6両編成2本、4両編成1本体制で使用する場合が基本的に多かった。なお、3316編成を含む編成は京急乗り入れの対象から外され、かつ1991年8月7日のダイヤ修正以降は都営地下鉄浅草線乗り入れの対象からも外された。そのため、こちらは本線・千葉線6両運用や本線特急などに限定して使用された。3316編成がクロスシート試作車として営業開始した1990年4月29日時点で1次車の更新は完了し以下の定着編成を組んだ。3304編成のみが4両となり、検査時抜ける車両があった場合は3304編成で6両を穴埋めした。なお、1990年5月3日から6日の間はクロスシート試作車3316の編成に3312 - 3311ユニットを連結し暫定的8両編成で運用に就いた。
←京成上野
⚫︎3312 - 3311 - ⚫︎3308 - 3307 - 3306 - 3305⚫︎
⚫︎3316 - 3315 - 3314 - 3313⚫︎ - 3310 - 3309⚫︎
⚫︎3304 - 3303 - 3302 - 3301⚫︎
1次車も更新から2年の歳月が経ち順次重要部検査に入ることになり、出場してからも以上の編成に戻ることが少なく1992年3月以降は以下の編成で定着した。この際も3304編成のみが4両となり、検査時抜ける車両があった場合は3304編成で6両編成を穴埋めした。
←京成上野
⚫︎3316 - 3315 - 3314 - 3313⚫︎ - 3306 - 3305⚫︎
⚫︎3308 - 3307 - ⚫︎3312 - 3311 - 3310 - 3309⚫︎
⚫︎3304 - 3303 - 3302 - 3301⚫︎
3316編成がシート変更のため入場した1995年（平成7年）1月まで以上の編成は定着していた。3313はクロスシート試作車時代に先頭に立つことはなく、更新顔（ファイアオレンジ塗装の3313）での乗務を営業時に行ったことはない。
1992年3月より、一部の車両を除き上野・成田空港の行先のみ英字入となった方向幕に交換した。
1993年（平成5年）8月より3319 - 3322（当時、暫定的に3320  - 3319 - 3322 - 3321と組成していた）を皮切りに現行標準色への塗装変更を開始し、1995年（平成7年）4月に全車が完了している。クロスシート試作車の3316編成は1995年（平成7年）4月に塗装変更と同時にロングシートに戻し、硬調のオレンジ色系模様入個別シートを試用した。
塗装変更完了後、1998年まで、2次車の6両固定編成は以下の編成で定着していた。3350 - 3349は成田空港方の余剰ユニットとなり、6両固定編成の成田空港方に連結した8両編成を組成した。また、3349 - 3350を数ヶ月単位で休車にすることもあった。ここへ来て3337 - 3340は6連組むのが定着化した。
←京成上野
⚫︎3324 - 3323 - 3322 - 3321 - 3342 - 3341⚫︎
⚫︎3344 - 3343 - 3336 - 3335 - 3334 - 3333⚫︎
⚫︎3328 - 3327 - 3326 - 3325 - 3346 - 3345⚫︎
⚫︎3348 - 3347 - 3340 - 3339 - 3338 - 3337⚫︎
⚫︎3320 - 3319 - 3318 - 3317 - 3354 - 3353⚫︎
⚫︎3356 - 3355 - 3332 - 3331 - 3330 - 3329⚫︎
3350 - 3349⚫︎
3308 - 3307は1993年12月の塗装変更を兼ねた全般検査出場時より主電動機を東洋製TDK-8531-Aに換装した（台車は交換せず）。これは3500形の更新に先立ち先頭車先頭側M台車にTDK-8531-Aを使用した際の性能を試験するためである。この編成は1998年1月に元の電動機に戻されている。
以後3700形3758 - 3818編成や3500形更新車でも近似の同色の個別シートを採用したが、後述のとおり2001年に再改造した。硬調のオレンジ色系模様入個別シートは2007年以降、京成車と北総車共に使用しておらず、試験開始から12年で消滅した。
1995年4月以降、1次車は、4両単独編成のほか4+4の8両編成。もしくは6両編成2本組む等、定着編成は持たず頻度で編成替を行った。3316編成の3313も更新後初めて先頭に出るようになった。
1998年1月、全般検査出場した3325 - 3326の主電動機をTDK816-A1からTDK816-A01に換装した。3300形で同主電動機を採用したのはこの時期が初。
1998年11月18日のダイヤ改正以降、3000形は京急乗り入れ運用の対象から外された。都営地下鉄浅草線乗り入れは6両編成が消滅した2008年3月まで行われた。
1999年9月以降、6両固定編成の3000系赤電は、原則的に編成単位で入場することになり 2次車は下記の6両固定編成で定着した。よって6両固定編成単位での編成替は2003年の事故廃車発生時まで行っていない。3354 - 3353は成田空港方の余剰ユニットとなり、6両固定編成の成田空港方に連結した8両編成を組成したり、場合によっては休車にした。以下も京成上野方先頭車で編成表記を行う。
←京成上野
⚫︎3320 - 3319 - 3318 - 3317 - 3342 - 3341⚫︎
⚫︎3324 - 3323 - 3322 - 3321 - 3346 - 3345⚫︎
⚫︎3328 - 3327 - 3326 - 3325 - 3350 - 3349⚫︎
⚫︎3356 - 3355 - 3332 - 3331 - 3330 - 3329⚫︎
⚫︎3344 - 3343 - 3336 - 3335 - 3334 - 3333⚫︎
⚫︎3348 - 3347 - 3340 - 3339 - 3338 - 3337⚫︎
3354 - 3353⚫︎
この時期に3600形も8両編成化し、3400形や3700形も合わせて8両固定編成は20本以上になった。よって、3000系赤電の8両編成は2両ユニットのある3300形2次車以外は特例以外組まれなくなり、3300形1次車も1998年11月に3312編成+3316編成が組まれたのを最後に京成在籍時は8両を組んでいない。
1次車に関してはしばらくは6両編成2本を組んだり、4両編成のみで使用したりする等編成替を頻繁に行ってきたが、2000年6月より以下の編成で定着した。
←京成上野
⚫︎3308 - 3307 - ⚫︎3304 - 3303 - 3302 - 3301⚫︎
⚫︎3312 - 3311 - 3310 - 3309⚫︎ - 3306 - 3305⚫︎
⚫︎3316 - 3315 - 3314 - 3313⚫︎
1997年1月から2001年3月にかけて全面種別幕を細ゴシック文字併用表記タイプのものに変更した。
2001年3月には、京成グループのCI導入に伴い全車両の側面にK'SEI GROUPのロゴを貼付した。なお、従来の筆記字体のKeiseiロゴを表記したプレートは残している。
3316編成は2001年8月にラベンダー色系柄入りのバケットシートに再改造され、袖仕切りが新設された。同編成は1990年の更新以降はシート試験車として定着しつつあった。同編成に用いたバケットシートは翌2002年新製の3700形3868編成や新3000形などでも近似タイプのものが採用された。
2002年8月、3316編成で3500形更新車同様の全コマ小文字併用英字表記・青地タイプ方向幕に変更。2008年3月までに在籍車全車で全コマ小文字併用英字表記・青地タイプ方向幕に交換した。
2003年1月23日に発生した京成大久保駅 - 実籾駅間の踏切事故（後述）で3356編成の3329 - 3330が廃車になったのに伴い、3356編成は同年1月末から3月の間は3356 - 3353の4連を、同年3月下旬以降は以下の編成を組成した。
←京成上野
⚫︎3356 - 3355 - 3332 - 3331 - 3354 - 3353⚫︎
結果的に2次車は6両編成6本単位になり、8両編成は2007年4月に数日間組んだ以外は6両のみで使用した。結果、3000系シリーズ赤電はこの時期より8両編成運用から一部の例外を除いて撤退した。
3312編成が重要部検査入場した2003年3月以降は、1次車の定着編成が変わり以下の編成で定着し2006年3月まで組まれた。
←京成上野
⚫︎3308 - 3307 - ⚫︎3304 - 3303 - 3302 - 3301⚫︎
⚫︎3316 - 3315 - 3314 - 3313⚫︎ - 3306 - 3305⚫︎
⚫︎3312 - 3311 - 3310 - 3309⚫︎
2004年4月から6月に室内蛍光灯を昼白色タイプから飛散防止型（白色タイプ）に全車で変更し、以後このタイプを使用するようになった。
2006年（平成18年）3月、3308編成の3305と3316編成の3316にC-ATS対応機器を搭載し、同年4月以降他車に順次搭載。
2006年4月1日付で3308編成と3316編成を北総にリースし北総7260形7261 - 7264+7265 - 7268と改番。北総車の運用に入り都営地下鉄浅草線を経て京急線羽田空港に乗り入れるようになった。
3304編成と3312編成は3304編成のラストランを除き廃車時まで4両で使用した。
2006年7月、全般検査出場した3312編成 3310 - 3309ユニットの主電動機にて、3200形6M車の廃車部品を再用することによりTDK-816-A1からTDK-816-A01に変更した。
2007年11月、3200形は6M車3261 - 3264を最後に全廃になり3300形は最古形式になった。翌2008年4月以降、3300形は1・2次車共、運用率がかなり低い4両運用で使用することになった。6両固定編成の2次車は、更新時に誕生した中間電動ユニットを廃車し4両化した。
2007年11月、3317 - 3318・3331 - 3332を廃車にし、3320編成と3356編成を4両化した。その後 2008年3月に3321 - 3322・3325 - 3326・3335 - 3336・3339 - 3340を廃車にし3324編成・3328編成・3344編成・3348編成を4両化。1次車の3304編成と3312編成とともに3300形は4両編成のみとなった。その時点で3300形は4両編成8本計32両のみになり、2次車は3356編成以外順不同となった。編成は以下の通り。
←京成上野
⚫︎3304 - 3303 - 3302 - 3301⚫︎
⚫︎3312 - 3311 - 3310 - 3309⚫︎
⚫︎3320 - 3319 - 3342 - 3341⚫︎
⚫︎3344 - 3343 - 3334 - 3333⚫︎
⚫︎3324 - 3323 - 3346 - 3345⚫︎
⚫︎3348 - 3347 - 3338 - 3337⚫︎
⚫︎3328 - 3327 - 3350 - 3349⚫︎
⚫︎3356 - 3355 - 3354 - 3353⚫︎
以上の廃車で、京成在籍車で1960年代に製造した車両は3304編成、3312編成（1968年11月製造）と3319 - 3320（1969年12月製造）の10両のみとなった。

### 全廃まで
2008年度から2011年度に関しては成田スカイアクセス線開業に伴う新造車の導入を優先したため既存車の代替はなく、変動は発生しなかった。
2008年8月1日から9月17日まで、映画『男はつらいよ』シリーズ開始40周年を記念して3320編成が葛飾観光PRラッピング電車の第2弾となり、実写の車寅次郎などのラッピングが貼付された。
2009年（平成21年）6月30日より3356編成が青電塗装となり、同日に会社創立100周年記念臨時列車（特急金町行）として運転された。同年8月に3324編成が赤電塗装に、同年9月に3312編成がファイアーオレンジ塗装に変更しリバイバルカラー編成として2013年の廃車時まで運用した。
2010年4月から6月にかけて、各種別カラーを背景に、白文字とした種別幕への交換を実施している。
2010年（平成22年）7月5日より、葛飾区観光PRラッピングとして3320編成に高井研一郎のイラストによる車寅次郎などが描かれた『男はつらいよ』ラッピング、3348編成に両津勘吉などが描かれた『こちら葛飾区亀有公園前派出所』のラッピングが貼付されている。両編成共に廃車時までラッピング車として金町線主体で運用した。
2012年度から新3000形の新造が再開され、『男はつらいよ』の3320編成が2013年2月15日に営業運転を終了し、同年2月18日には青電リバイバルカラーの3356編成が営業運転を終了した。リバイバルカラー編成は同年3月までの引退が発表され、同年3月20日限りで赤電リバイバルカラーの3324編成が引退した。追って、同年3月24日限りでファイアオレンジリバイバルカラーの3312編成が引退した。それにて、京成在籍の3300形は4両編成4本16両のみ残った。北総リース車の7260形と合わせても24両まで減った。
2013年4月、3344編成3334 - 3333ユニットの主電動機にて廃車部品を再用することによりTDK-816-A1からTDK-816-A01に変更した。
2014年3月上旬に3328編成と『こちら葛飾区亀有公園前派出所』ラッピングの3348編成が廃車になり、京成在籍の3300形は3304編成と3344編成の4両編成2本8両のみとなった。
2015年2月28日、引退を記念し最後まで京成車として残っていた3304編成と3344編成を4+4の8両編成に組み換え、臨時特急「成田山号」として京成本線にて3300形さよなら運転を実施。編成は以下のとおり。その後、8両は2015年3月1日付で廃車となり、京成電鉄の3300形は形式消滅となった。
←京成上野
⚫︎3344 - 3343 - 3334 - 3333⚫︎ - ⚫︎3304 - 3303 - 3302 - 3301⚫︎
3300形コイルばね台車の2次車と空気ばね台車の1次車の混結は更新後、最初で最後。2015年1月中旬にさようなら運転に向け8両で試運転も行った。これは3100形更新後に行っていたが1987年（昭和62年）4月以降京成では営業用で行わなくなった。よって、このさよなら運転時の混結は28年振りの珍事でもあった。

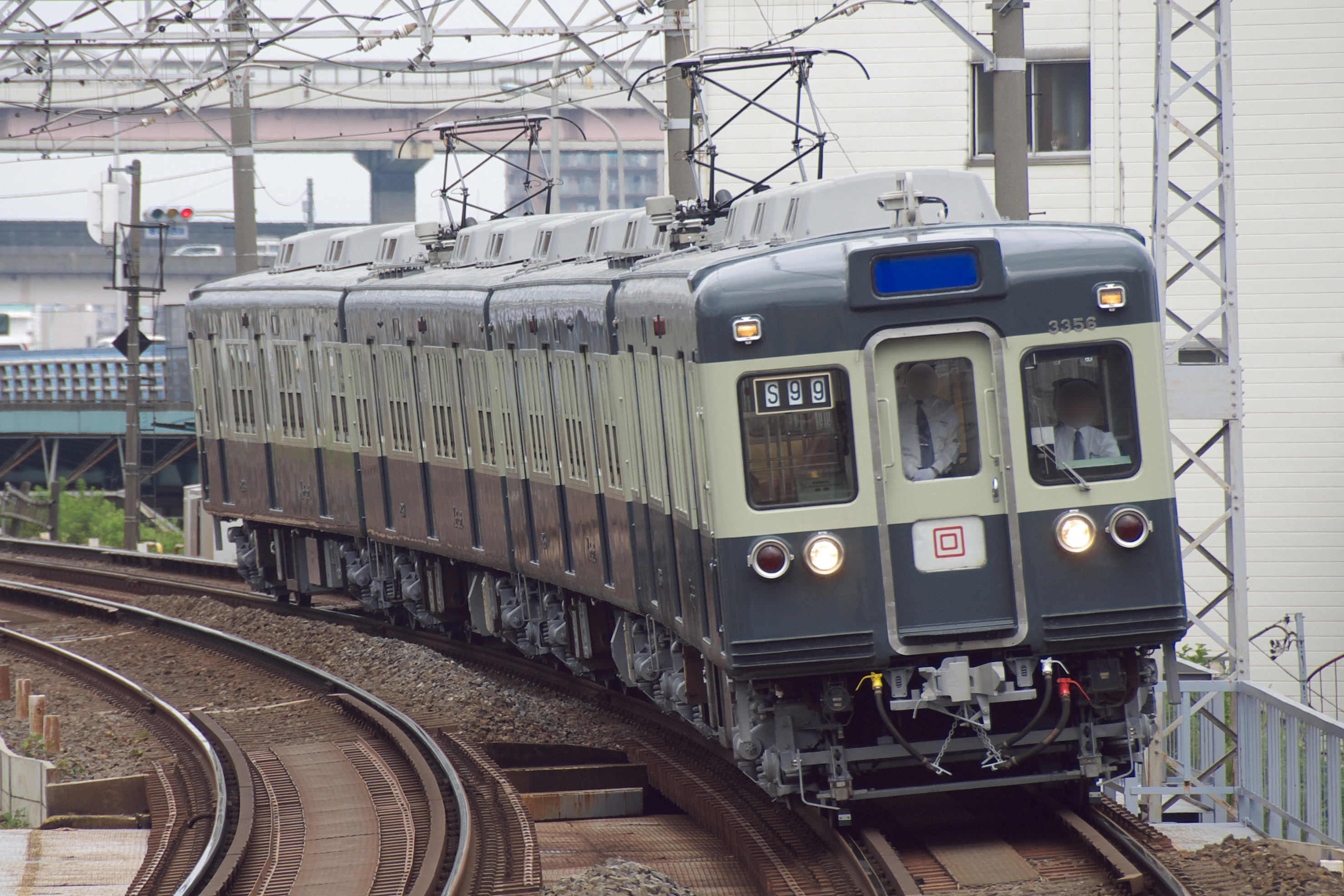
青電塗装となった3356編成 （2009年6月30日 / 京成関屋駅 - 堀切菖蒲園駅間）
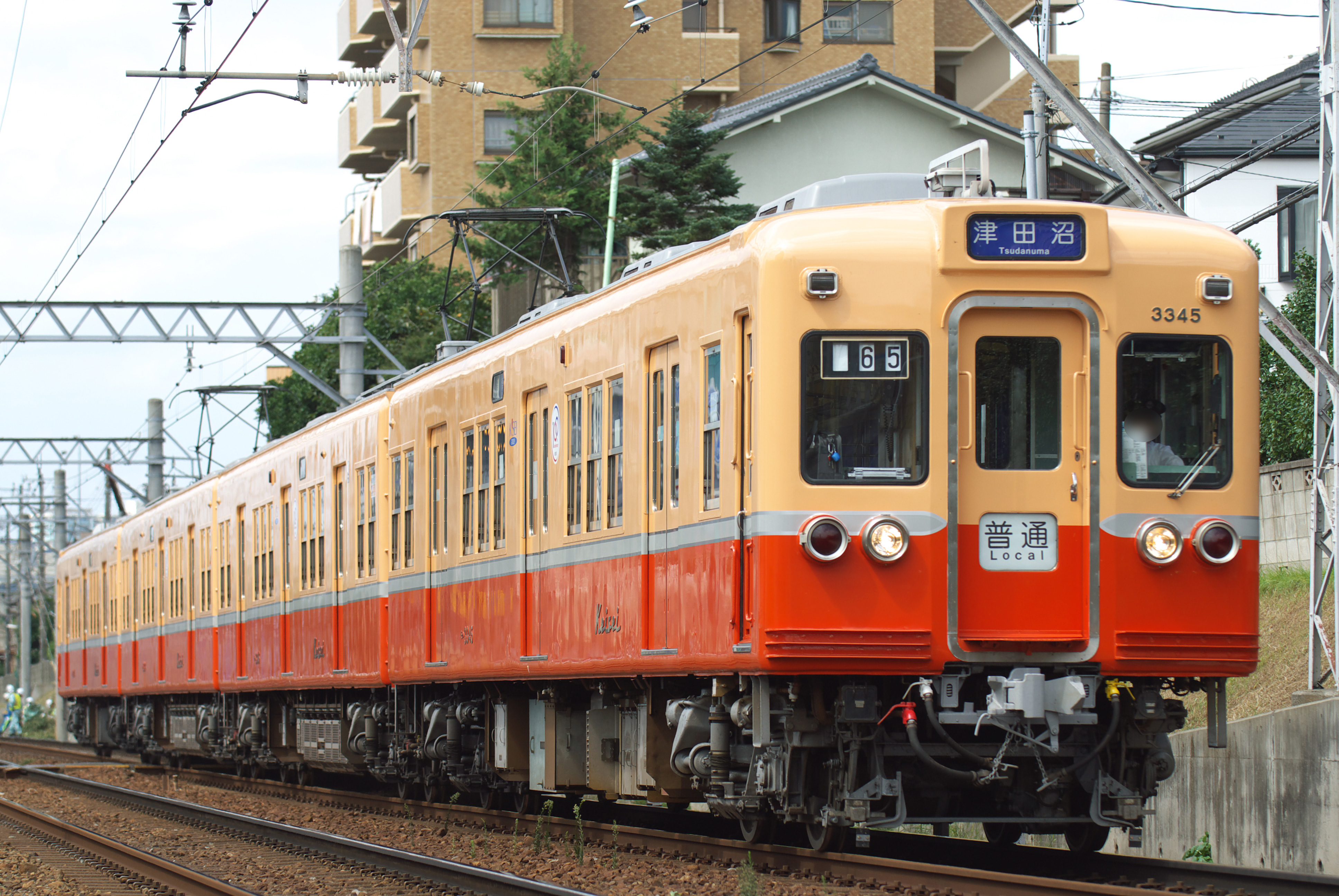
赤電塗装となった3324編成 （2009年9月14日 / 船橋競馬場駅 - 谷津駅間）
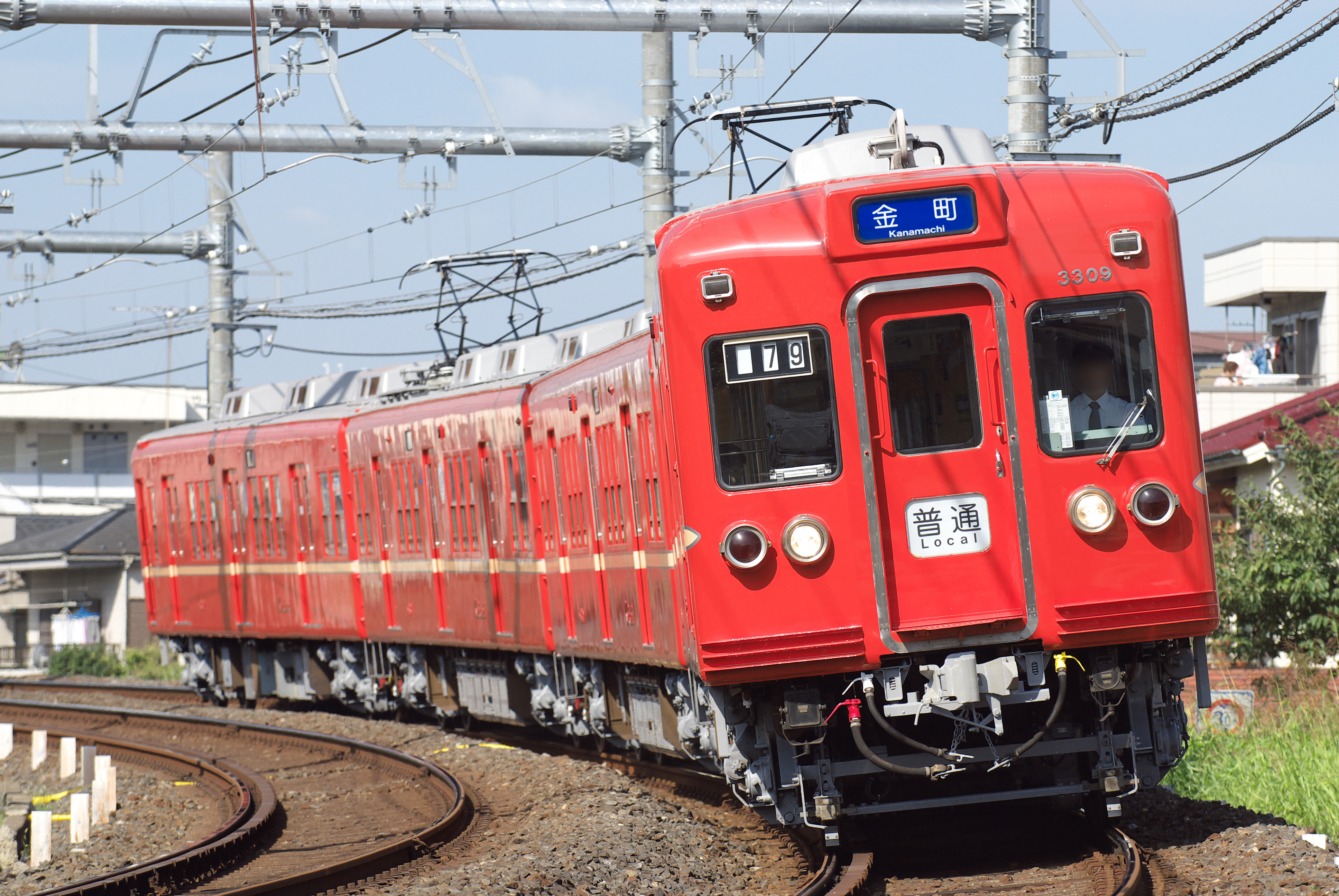
ファイヤーオレンジ塗装となった3312編成 （2009年9月24日 / 町屋駅 - 千住大橋駅間）

## リース車両
2006年（平成18年）3月末に京成で運用離脱した3308編成の3305 - 3308と3316編成の3313 - 3316は、7250形（京成3200形のリース車両）の代替として、北総鉄道へリースされることになった。これにより形式を7261 - 7264（旧3305 - 3308）・7265 - 7268（旧3313 - 3316）へ改番し、7260形となった。リース当時は7250形と称していたが、トップナンバーが廃車になったことから後に7260形と称するようになった。主な改造点は以下の通りである。
- 塗装ベース色はアクティブシルバーベースのまま、帯色でヒューマンレッド箇所をにブルー帯に変更（フューチャーブルー帯箇所はそのまま）した北総カラーに変更。
- 改番による車号を変更し扉横にステッカー配置、旧車号は撤去。
- 社名ロゴとし北総鉄道のステッカー配置、旧社名ロゴは撤去。

外観形状や内装・機器類も変化なく、クロスシート試作車だった3316編成を種車とした7265 - 7268の車内のシートも特異なままだった。なお7264・7265はC-ATS非搭載だったため先頭に出ることはなかった。
リース期間中の小変化として、2009年2月に側面の方向幕を黒地のタイプに変更、2012年10月に前面方向幕も黒地のタイプに変更した。また、2009年より室内蛍光灯は他の北総車同様日昼白色を使用するようになり、京成在籍の3300形より多少色温度が変わった。なお、京成在籍幕仕様車で変更した前面種別幕交換は7260形に対しては行わなかった。
こちらも2015年3月22日のさよなら運転を最後に運用を終了し、3000系赤電はその長い歴史に幕を閉じた。